# Geri Fitch
Geri Fitch, född 7 april 1954, är en friidrottare från Kanada. Hon deltog vid olympiska sommarspelen 1984.